# Capilla de San Bartolomé (Paderborn)
La capilla de San Bartolomé de Paderborn (en alemán: Bartholomäuskapelle), construida en 1017, en el período otoniano, es la iglesia de salón más antigua de Alemania y una de las más antiguas que se pueden encontrar más allá de los Alpes del Norte, ya que está en plena Westfalia. Está dedicada al Bartolomé el Apóstol y se encuentra en el centro histórico de la ciudad, al norte de la catedral de Paderborn y cerca del Museo de Kaiserpfalz. Originalmente sirvió como capilla en un palacio imperial otoniano.
Fuertemente dañada por los bombardeos estadounidenses, al final de la Segunda Guerra Mundial fue restaurado hasta 1963. Su puerta de bronce data de 1978.

Vistas de la capilla
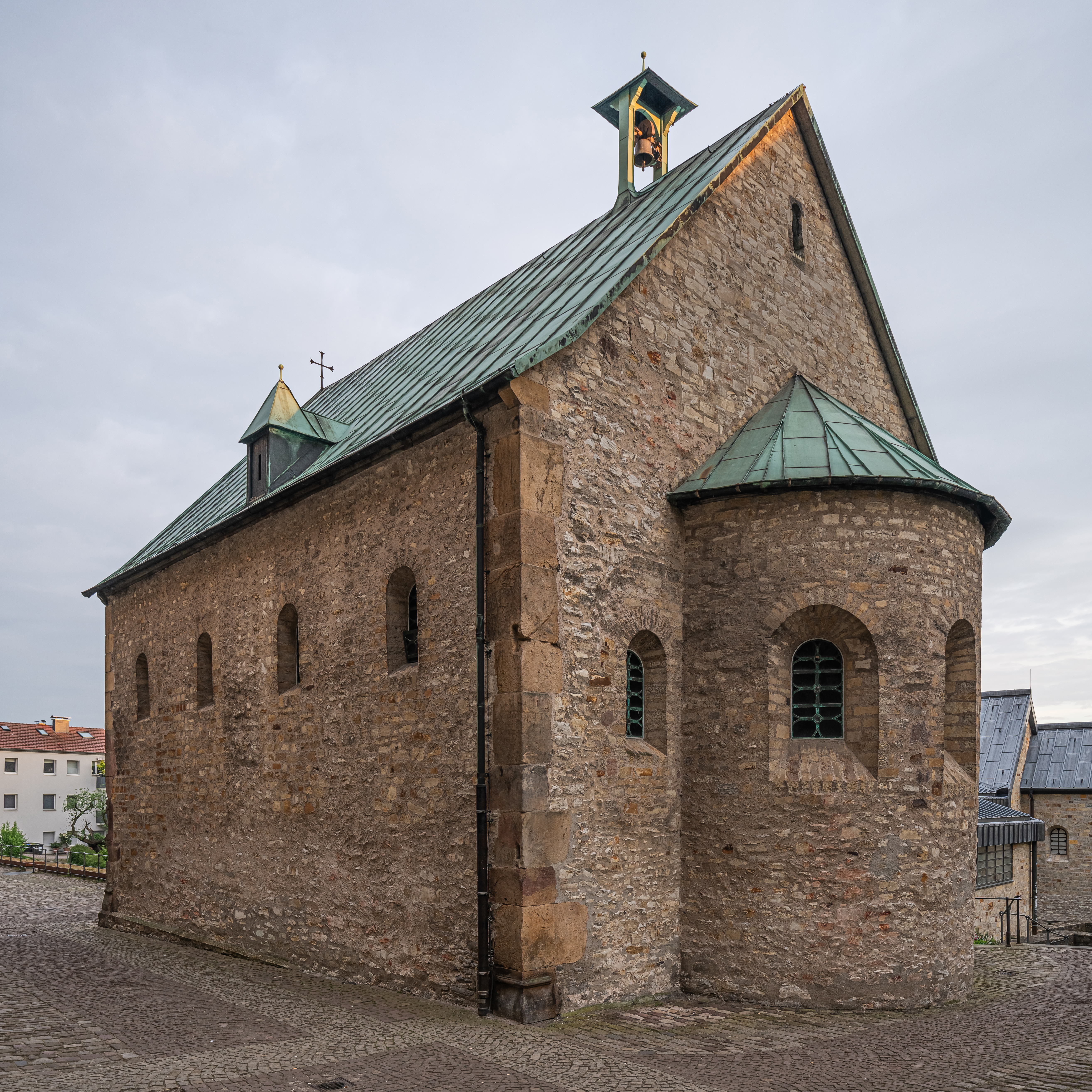
Exterior de la capilla
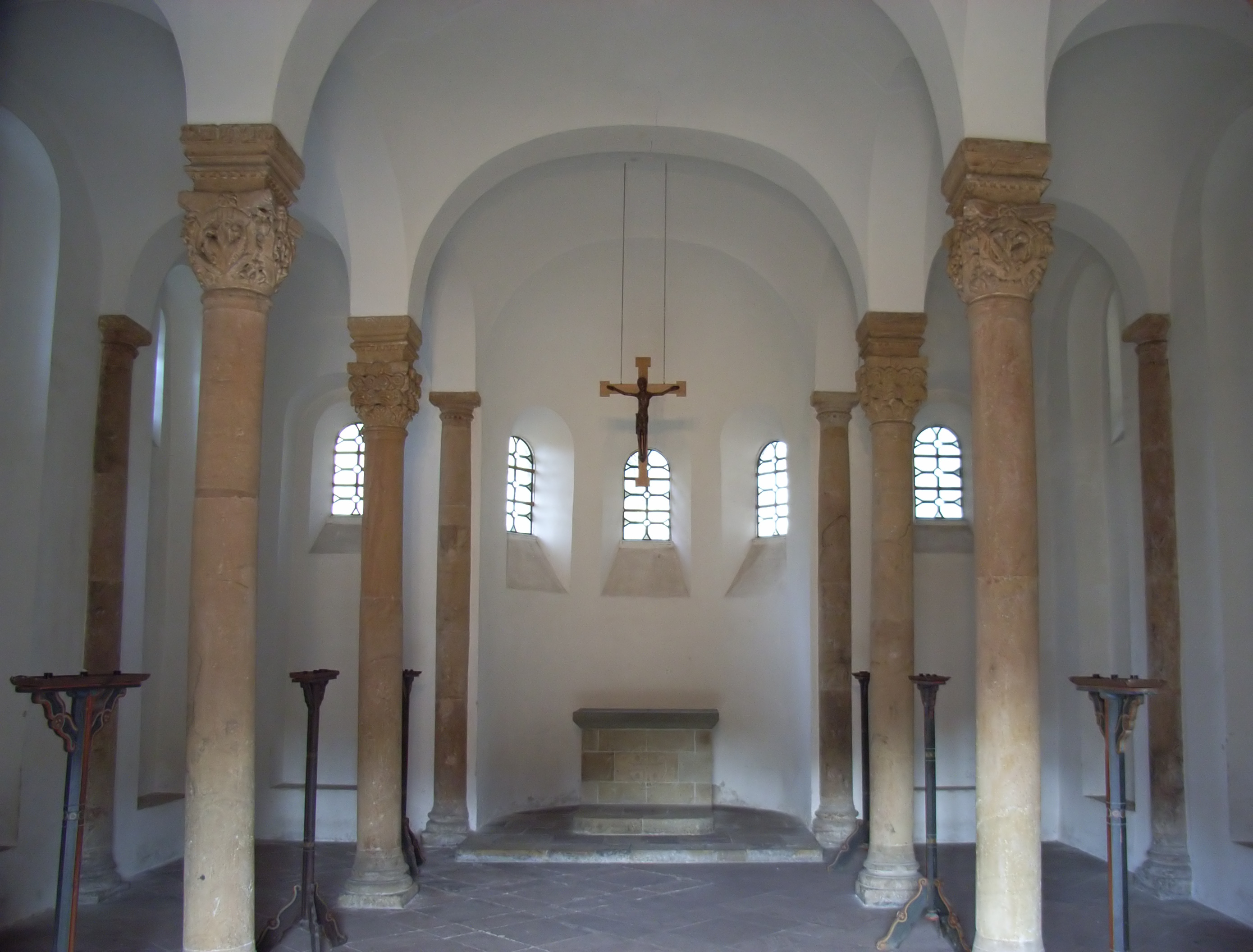
Interior de la capilla
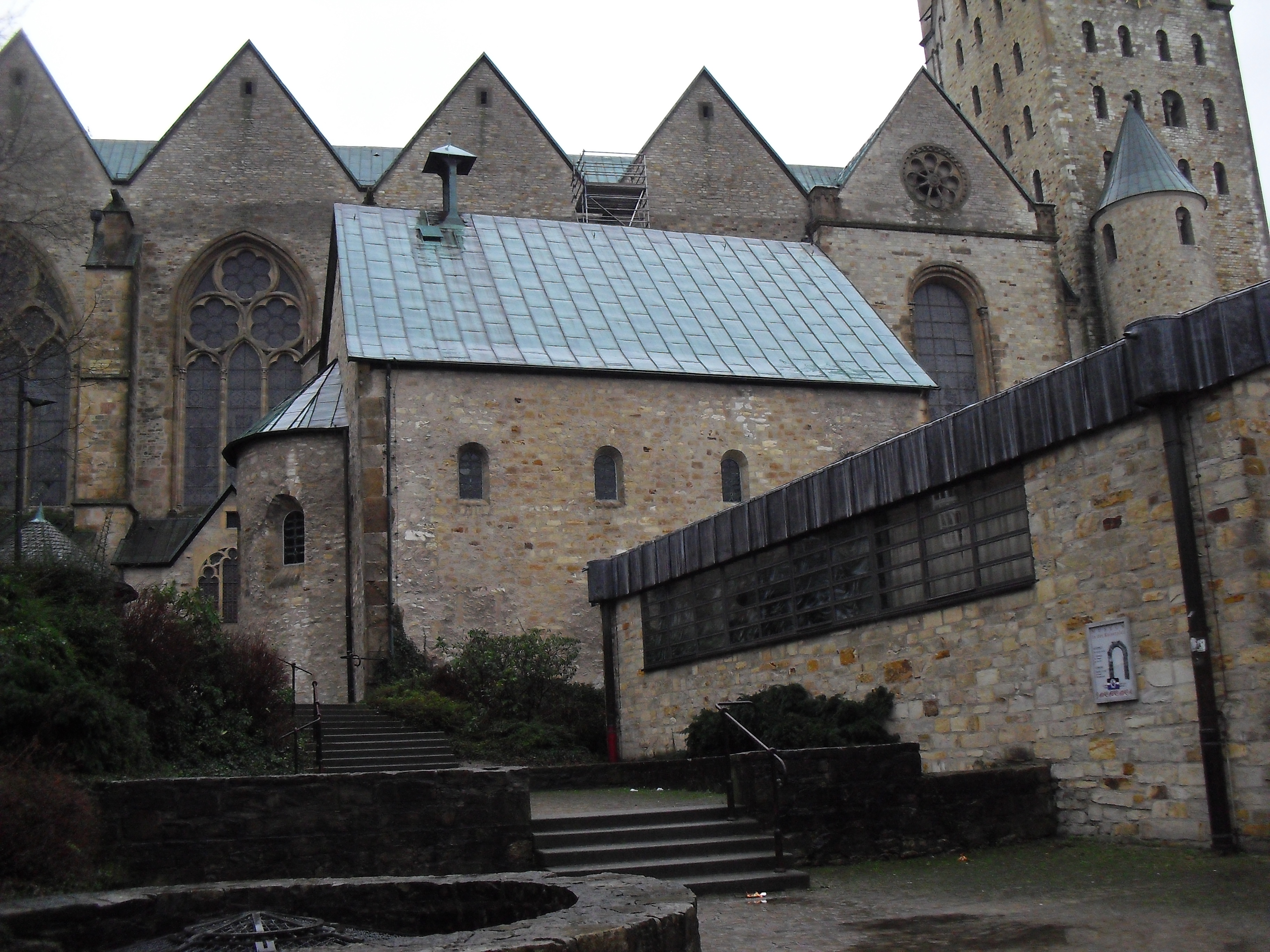
Capilla y al fondo la catedral
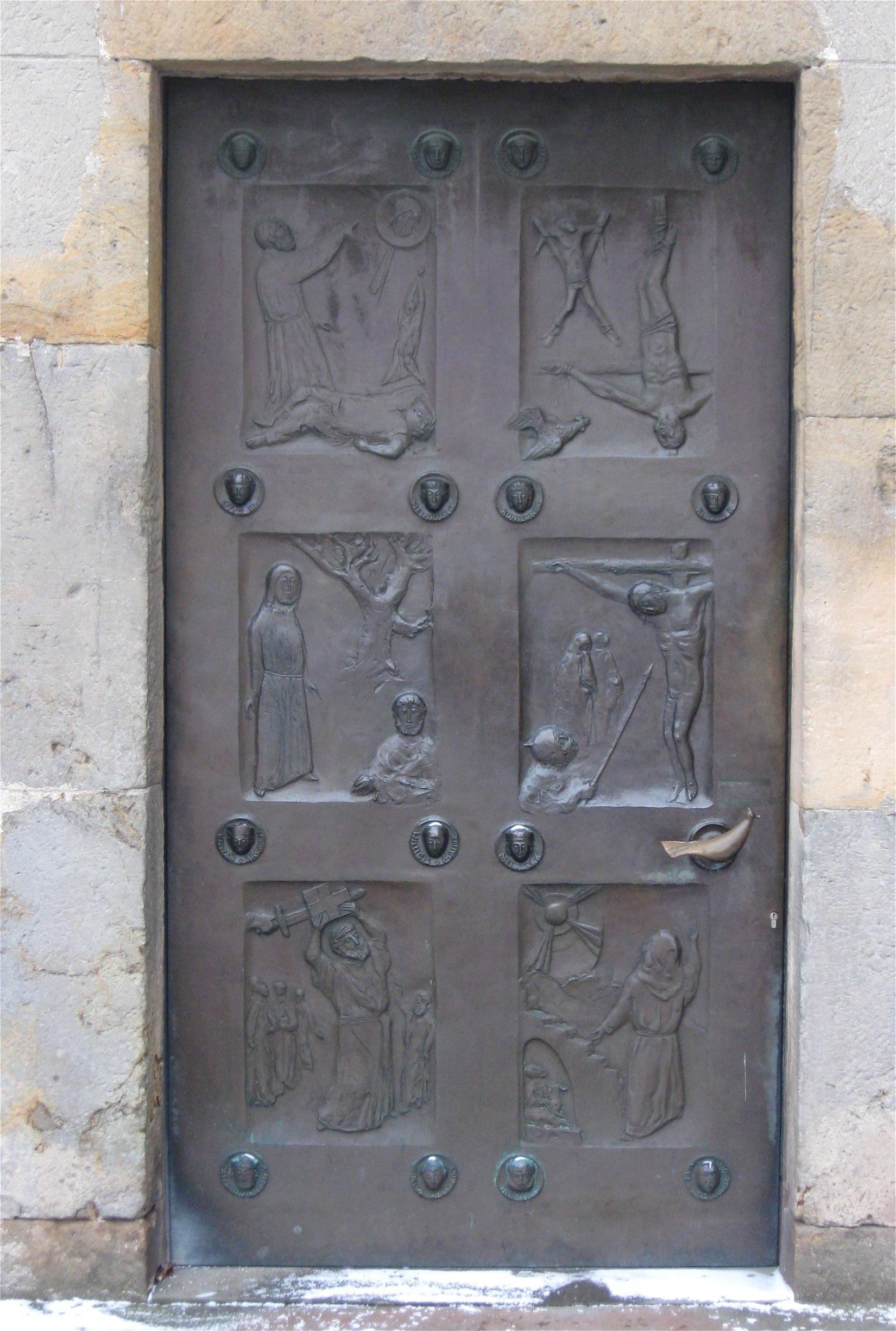
Puerta de bronce (1978)